# Скиния Солт-Лейк

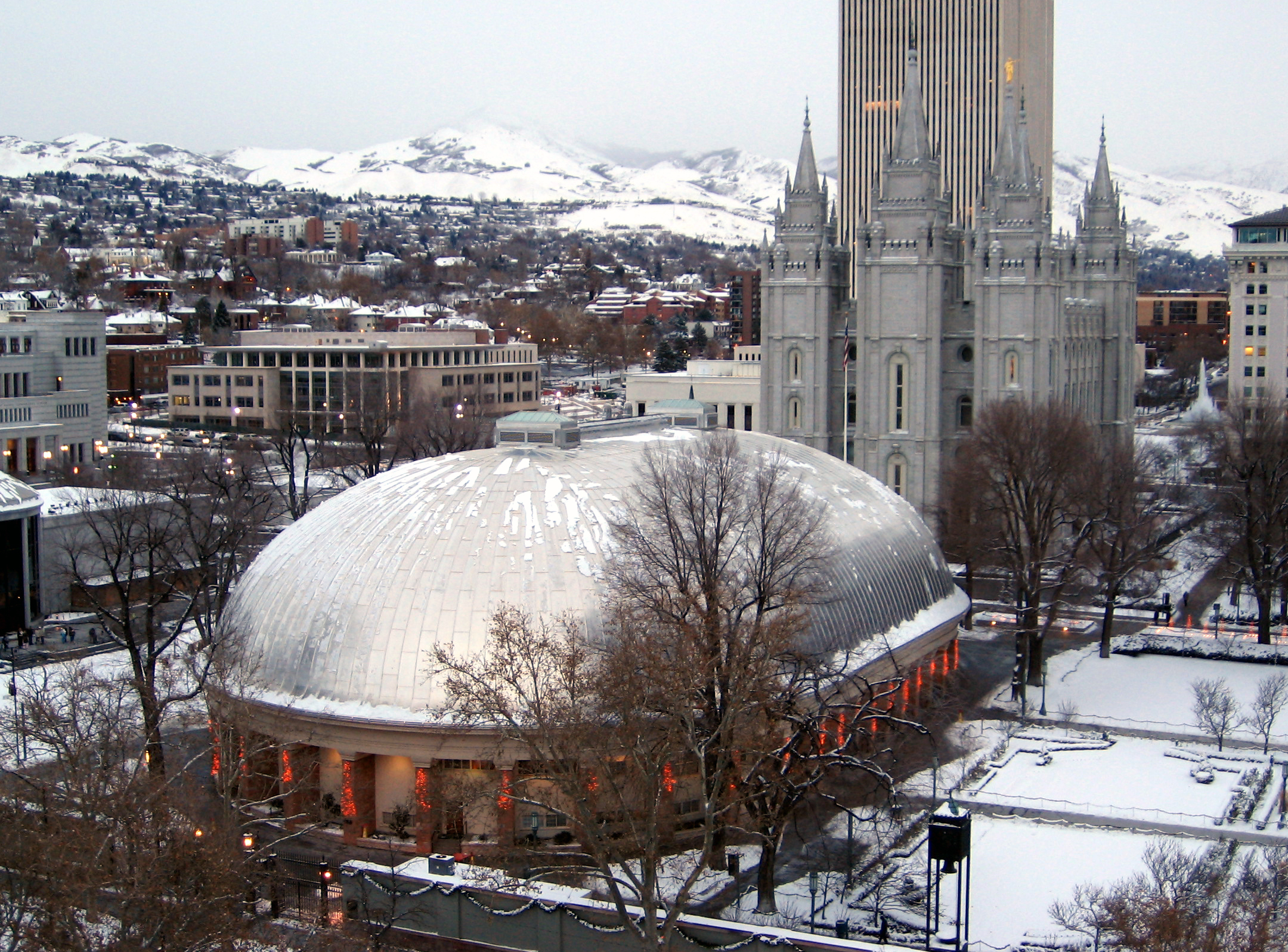
Скиния Солт-Лейк (на переднем плане) на Темпл-сквер

Скиния Солт-Лейк (англ. Salt Lake Tabernacle) или Мормонская Скиния — здание, расположенное на Темпл-сквер, Солт-Лейк-Сити, Юта. До постройки в 2000 году Конференц-центра использовался для конференций и выступлений деятелей Церкви Иисуса Христа Святых последних дней.

## История
Скиния была построена в 1867 году. В течение 132 лет сооружение использовалось для собраний членов Церкви Иисуса Христа Святых последних дней, ежегодной Генеральной конференции, а также для выступлений Хора Мормонской Скинии и Оркестра Темпл-сквер. В связи с ростом числа участников конференции, собрания были перенесены в построенный в 2000 году Конференц-центр. В октябре 1999 года президент Церкви Гордон Хинкли в последний раз выступил с обращением в старом здании. В 2005 году Скиния была закрыта на реконструкцию, в ходе которой была увеличена сейсмостойкость сооружения. В настоящее время в здании расположен Музей истории и искусства Церкви, а также проводятся съёмки еженедельной телевизионной программы Music and the Spoken Word.

## Строительство

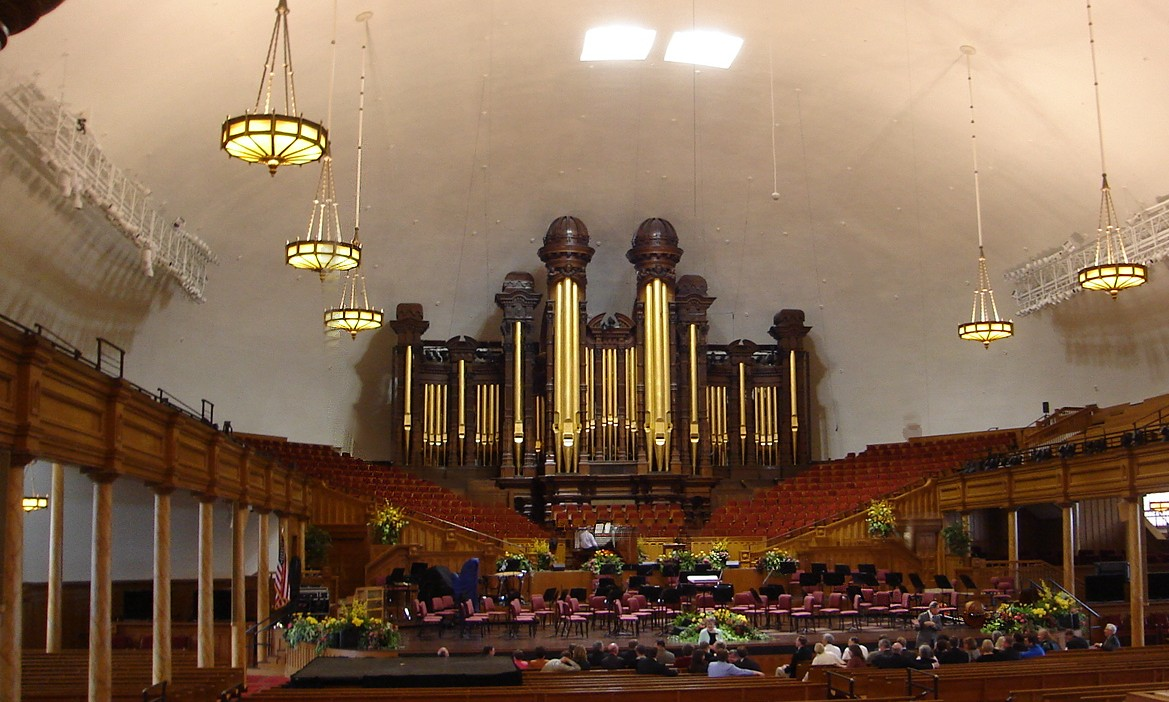
Орган Скинии Солт-Лейк

Строительство Скинии велось с 1864 по 1867 год, здание располагается перед северным фасадом Храма Солт-Лейк. Крыша сооружения была спроектирована Ифиилом Тауном и состоит из системы решётчатых арок. Скиния стоит на фундаменте из песчаника, купол здания поддерживается за счёт сорока четырёх песчаных причалов. Здание, вместимостью 5000 человек, оборудовано балконами для зрителей, органом, местами для членов хора и оркестра.
Инженер Генри Гроу, первоначально курировавший строительство, планировал сделать крышу в виде купола. Но, президент Церкви Бригам Янг попросил построить крышу Скинии в виде купола удлинённой формы. В результате готовая крыша стала иметь 76 метров в длину и 45 метров в поперечнике. Толщина крыши составляет более 2 метров. Снаружи она покрыта сыромятной кожей, поверх которой наложена черепица.